# Al-Dżadżijja
Al-Dżadżijja (arab. الجاجية) – miejscowość w Syrii, w muhafazie Hama. W 2004 roku liczyła 6419 mieszkańców.